# Scrophularia hierochuntina
Scrophularia hierochuntina är en flenörtsväxtart som beskrevs av Pierre Edmond Boissier. Scrophularia hierochuntina ingår i släktet flenörter, och familjen flenörtsväxter. Inga underarter finns listade i Catalogue of Life.